# Lijst van nummer 1-albums in de Vlaamse Ultratop 200 Albums in 2020
Onderstaande albums stonden in 2020 op nummer 1 in de Vlaamse Ultratop 200 Albums. De lijst wordt samengesteld door Ultratop.
| Nummer | Datum        | Artiest             | Titel                   |
| ------ | ------------ | ------------------- | ----------------------- |
| 437    | 4 januari    | Niels Destadsbader  | Boven de wolken         |
|        | 11 januari   | Niels Destadsbader  | Boven de wolken         |
| 443    | 18 januari   | Selena Gomez        | Rare                    |
| 444    | 25 januari   | Eminem              | Music to Be Murdered By |
| 445    | 1 februari   | Eefje de Visser     | Bitterzoet              |
| 444    | 8 februari   | Eminem              | Music to Be Murdered By |
| 446    | 15 februari  | Angèle              | Brol                    |
|        | 22 februari  | Niels Destadsbader  | Boven de wolken         |
| 447    | 29 februari  | BTS                 | Map of the Soul         |
|        | 7 maart      | BTS                 | Map of the Soul         |
|        | 14 maart     | Niels Destadsbader  | Boven de wolken         |
| 448    | 21 maart     | LikeMe              | #LikeMe Seizoen 2       |
| 449    | 28 maart     | The Weeknd          | After Hours             |
| 448    | 4 april      | LikeMe              | #LikeMe Seizoen 2       |
|        | 11 april     | LikeMe              | #LikeMe Seizoen 2       |
|        | 18 april     | LikeMe              | #LikeMe Seizoen 2       |
|        | 25 april     | LikeMe              | #LikeMe Seizoen 2       |
|        | 2 mei        | LikeMe              | #LikeMe Seizoen 2       |
| 450    | 9 mei        | Cleymans & Van Geel | Cleymans & Van Geel     |
| 448    | 16 mei       | LikeMe              | #LikeMe Seizoen 2       |
| 451    | 23 mei       | Liefde voor muziek  | Liefde voor muziek 2020 |
|        | 30 mei       | Liefde voor muziek  | Liefde voor muziek 2020 |
|        | 6 juni       | Liefde voor muziek  | Liefde voor muziek 2020 |
|        | 13 juni      | Liefde voor muziek  | Liefde voor muziek 2020 |
|        | 20 juni      | Liefde voor muziek  | Liefde voor muziek 2020 |
|        | 27 juni      | Liefde voor muziek  | Liefde voor muziek 2020 |
|        | 4 juli       | Liefde voor muziek  | Liefde voor muziek 2020 |
|        | 11 juli      | Liefde voor muziek  | Liefde voor muziek 2020 |
|        | 18 juli      | Liefde voor muziek  | Liefde voor muziek 2020 |
|        | 25 juli      | Liefde voor muziek  | Liefde voor muziek 2020 |
| 452    | 1 augustus   | Taylor Swift        | Folklore                |
| 453    | 8 augustus   | Will Tura           | Tura 80                 |
|        | 15 augustus  | Will Tura           | Tura 80                 |
|        | 22 augustus  | Will Tura           | Tura 80                 |
|        | 29 augustus  | Will Tura           | Tura 80                 |
| 454    | 5 september  | Metallica           | S&M 2                   |
| 453    | 12 september | Will Tura           | Tura 80                 |
|        | 19 september | Will Tura           | Tura 80                 |
| 455    | 26 september | André Hazes jr.     | Thuis                   |
|        | 3 oktober    | André Hazes jr.     | Thuis                   |
|        | 10 oktober   | André Hazes jr.     | Thuis                   |
|        | 17 oktober   | André Hazes jr.     | Thuis                   |
| 456    | 24 oktober   | Matt Berninger      | Serpentine Prison       |
| 457    | 31 oktober   | Bruce Springsteen   | Letter to You           |
|        | 7 november   | Bruce Springsteen   | Letter to You           |
|        | 14 november  | Bruce Springsteen   | Letter to You           |
| 458    | 21 november  | K3                  | Dans van de farao       |
|        | 28 november  | K3                  | Dans van de farao       |
|        | 5 december   | K3                  | Dans van de farao       |
| 455    | 12 december  | André Hazes jr.     | Thuis                   |
|        | 19 december  | André Hazes jr.     | Thuis                   |
|        | 26 december  | André Hazes jr.     | Thuis                   |

## Statistieken
| Plaats | Land             | Punten |
| ------ | ---------------- | ------ |
| 1      | België           | 32     |
| 2      | Verenigde Staten | 9      |
| 3      | Nederland        | 8      |
| 4      | Zuid-Korea       | 2      |
| 5      | Canada           | 1      |

| Plaats | Land             | Punten |
| ------ | ---------------- | ------ |
| 1      | België           | 7      |
| 2      | Verenigde Staten | 6      |
| 3      | Nederland        | 2      |
| 4      | Canada           | 1      |
| 4      | Zuid-Korea       | 1      |

1995 ·
1996 ·
1997 ·
1998 ·
1999 ·
2000 ·
2001 ·
2002 ·
2003 ·
2004 ·
2005 ·
2006 ·
2007 ·
2008 ·
2009 ·
2010 ·
2011 ·
2012 ·
2013 ·
2014 ·
2015 ·
2016 ·
2017 ·
2018 ·
2019 ·
2020 ·
2021 ·
2022 ·
2023 ·
2024 ·
2025
- Nederland
- Vlaanderen